# 東京佼成管樂團
東京佼成管樂團（縮寫TKWO），日本著名管樂團。

## 概要
東京佼成吹奏樂團由日本宗教法人團體「立正佼成會」於1960年5月在它的東京總部成立，為該會的附屬吹奏樂團。在1973年12月正式更名為東京佼成管樂團（東京佼成ウインドオーケストラ）。東京佼成管樂團的專業演出及錄音，在日本及海外負有盛名。
日本有多位作曲家為東京佼成管樂團作曲，包括伊藤康英（伊藤 康英）、保科洋（保科 洋）、櫛田胅之扶（櫛田 胅之扶）、三善晃（三善 晃）、間宮芳生（間宮 芳生）、兼田敏（兼田 敏）、天野正道（天野 正道）、黛敏郎（黛 敏郎）、真島俊夫（真島 俊夫）、松下功（松下 功）等。
東京佼成管樂團並與大阪市音樂團互相輪流為每年的管樂比賽指定曲做演奏錄音。
樂團曾邀請過不少作曲家及指揮家作客席指揮，包括艾佛·列特（Alfred Reed）、亞納爾·加布里埃爾（Arnald Gabriel）、羅伯特·積格（Robert Jager）、雷爾·克拉馬和克雷格·基爾霍夫等。

## 演出場地
東京佼成管樂團經常在普門館中團練或錄音。普門館是位於東京都杉並區的立正佼成會的總部，該會在普門館佔有很大的範圍。
普門館經常舉辦由全日本吹奏樂聯盟與朝日新聞社所主辦的全日本吹奏樂大賽決賽，每年將近14,000個樂團和大約500,000名的管樂演奏者參與該大賽。
2011年日本311地震後，普門館大館（大ホール）的天花板被確定為有高倒塌風險建築，立正佼成會決定於2012年5月13日暫停開放普門館大館。東京佼成管樂團亦將定期演出場地移往東京藝術劇場。
自2013年成為文化廳首支專業銅管樂隊以來，除2015年外，每年都參加。 我們通過銅管樂隊積極發展和支持青年教育事業，這是樂團的創始理念。
從 2022年4月1日起，管理實體成為一般社團法人(東京佼成ウインドオーケストラ)，並獨立於立正合成會。

## 指揮
- 1960年 － 水島數雄（水島 数雄），樂團成立之初的樂長兼指揮。
- 1972年 － 汐澤安彦（汐澤 安彦），第一任常任指揮。
- 1974年 － 宇宿允人（宇宿 允人），1974年至1975年擔任常任指揮。
- 1974年 － 平井哲三郎（平井 哲三郎），1974年至1976年擔任常任指揮。
- 1984年 － 弗雷德里克·芬奈爾，接下樂團常任指揮一職，並在1996年被委任為桂冠指揮。後於2004年12月去世。
- 2000年 － 道格拉斯·博斯托克，就任常任指揮一職，後在2006年改任首席客席指揮至2011年。
- 2010年 － 保羅·梅耶，就任常任指揮一職，保羅·梅耶是法國著名豎笛演奏家，他擔任常任指揮至2012年。
- 2013年 － 樂團於12月26日宣佈改變指揮制度，樂團分別將會有一名正指揮，一名音樂顧問及一名首席客席指揮，2014年生效。
- 2014年 － 正值樂團桂冠指揮弗雷德里克·芬奈爾逝世10週年。後確認了以下的任命。
- 2014年 － 1月分別由大井剛史就任正指揮。湯馬士·桑達寧（英语：Thomas Sanderling）就任首席客席指揮(2014-2019)。藤野浩一就任音樂顧問（ミュージックアドヴァイザー、Music Advisor）(2014-2019)。
- 2020年 － 湯馬士·桑達寧（英语：Thomas Sanderling）就任特別客演指揮者（2020-)。藤野浩一就任流行音樂總監（2020- ）。飯森範親就任首席客演指揮者（2020-）。

## 延伸閱讀
- David G. Hebert (2005). Music Competition, Cooperation, and Community: An Ethnography of a Japanese School Band. Doctoral Dissertation, University of Washington. Ann Arbor: Proquest/UMI.
- David G. Hebert (2001). The Tokyo Kosei Wind Orchestra: A Case Study of Intercultural Music Transmission. Journal of Research in Music Education, 49(3), pp. 212–226.
- Roger E. Rickson (1993). Ffortissimo: A Bio-Discography of Frederick Fennell. Cleveland: Ludwig.
- Tim Willson (1986). Japanese Bands: What Makes Them So Good? Music Educators Journal, 72(5).

## 外部連結
- 東京佼成管樂團官方網站 （页面存档备份，存于）
- 東京佼成ウインドオーケストラ (Tokyo Kosei Wind Orchestra) - EMI Music Japan: